# お昼ですよ!ふれあいホール
『お昼ですよ!ふれあいホール』（おひるですよ!ふれあいホール）は、NHK総合とNHKワールド・プレミアムで平日の12時20分 - 12時43分（大晦日は臨時放送。祝日は12時15分 - 12時38分であったが、5分延長して12時43分までの場合もあった）に放送していた生放送番組。

## 概要
13年間続いた『ひるどき日本列島』の後継番組として2004年3月29日にスタートした。NHK全体の経費節減のため、コストのかかる地方からの生中継をやめ、東京でのスタジオ番組に切り替えたという。
NHK放送センター（東京·渋谷）の敷地内に同年3月22日開設されたオープンスタジオ·『みんなの広場ふれあいホール』からの公開方式。
番組の内容はかつての昼のバラエティ番組であった『ひるのプレゼント』に似ており、毎週一つのテーマを基に様々な角度から暮らしに役立つ情報、またアーティストによるライヴパフォーマンスを展開。
番組の体裁としては『公園通りで会いましょう』（2000年4月 - 2004年3月。衛星第2テレビ・衛星ハイビジョンテレビ）を継承した。
初期は､毎日武内陶子（後に阿部渉･松本和也）アナウンサーがふれあいホールの玄関前からその日のラインナップを紹介して､オープニングを迎えていた。途中から､後半で日替わりのコーナーを設けていた（マジックショーの「きょうの現象」など）。
毎年6月、8月、12月31日には、ジャンボ宝くじの抽せん会放送のため、12時38分で放送を打ち切った。また、台風情報等臨時ニュースで通常時間に生放送できなかった場合、収録したものを後日、深夜時間帯の『ミッドナイトチャンネル』の枠や週末の午後などに振替放送したが、放送枠の兼ね合いで1 - 3か月後の放送となることも多かった。そのため、テーマによっては話題がチグハグになる弊害が生じていた。
なお、2005年3月25日 - 9月23日の金曜日は『お昼ですよ!愛・地球博』として、愛知県長久手町の『愛・地球博会場』内から生放送を行った（一部はグローバルスタジオからの放送）。したがって、同期間中は、ふれあいホールからの生放送は月曜日 - 木曜日となった。なお『お昼ですよ!愛・地球博』は、NHKワールドTVでも時差放送されていた。
番組は2005年9月30日をもって終了。10月3日より、それまで13時台のみに放送されていた『スタジオパークからこんにちは』が拡大され、その第1部として、月曜日 - 木曜日は『ひるどき日本列島』以来となる各地からの生中継をメインとした『生中継ふるさと一番!』、金曜日は当番組のスタイルを踏襲した『金曜バラエティー』が開始した。
放送ライブラリーでは『お昼ですよ!愛・地球博』の第1回が公開。

## 出演者

### 司会者
番組開始当初は武内陶子アナウンサーが務めていたが、武内アナウンサーが産休に入ったため、同年5月から『NHK歌謡コンサート』等の司会も担当している阿部渉アナウンサーに交代した。
その後、阿部アナウンサーが『NHK歌謡コンサート』の地方公演等のために出演できない週が発生したため『英語でしゃべらナイト』に出演している松本和也アナウンサーが新たに司会に加わり、2004年度は阿部アナウンサーを基本に代理は松本アナウンサーという体制になった。
2005年度からは阿部·松本両アナウンサーに加え、高山哲哉アナウンサーも司会に加わり、この3人がほぼ同じ出演頻度でローテーションとなった。
なお、2004年11月1日 - 5日に関西ウィークの一環で、NHK大阪放送局内のBKプラザスタジオから放送した際は、大阪放送局の藤井彩子アナウンサーが司会を務めた（事前の番宣スポットは松本アナウンサーが担当）。
「お昼ですよ!愛·地球博」は、NHK名古屋放送局の3人の女性アナウンサー（石井麻由子、森山春香、青木希久子。いずれも当時は名古屋局在勤）がキャスターを、杉浦太陽（後半は実弟の杉浦太雄）がレポーターとして出演した。

### ゲスト
日替わりで出演するゲスト出演者は様々で、片岡鶴太郎など常連ゲストの他、中谷彰宏や千住明など普段、あまりテレビに出演しない人など様々だった。また、球団合併騒動で動向が注目されていた時期に岩隈久志がゲストで出演したこともあった。

## レギュラー演奏
- Vanilla Mood（バニラムード）（2004年3月29日 - 2005年3月25日：月曜日 - 金曜日、2005年3月28日 - 2005年9月30日：月曜日・水曜日）
- オルモット（2005年3月29日 - 2005年9月30日：火曜日・木曜日）
- オープニングテーマ「素敵なフラメンコはいかが」は宮川泰が番組のために作曲したもの。途中からアレンジを入れて演奏時間を短くしていた。
- ゴールデンウィークやお盆期間中は特別企画放送のため、レギュラー演奏を休止したり、録画放送にすることもあった。
- Vanilla Moodとオルモットは通常、一緒に出演することはなかったが、最終週にはコラボ演奏を3曲披露した（総集編のため録画放送）。
- 番組打ち切り後、Vanilla Moodは2006年にCDデビューを果たし、メンバーの脱退はあったものの、2013年ごろまでバンド活動を続けていた。一方、オルモットは実質的にこの番組のために結成されたユニットで、メンバー各自が元々音楽活動を行っていたこともあって解散状態となっている。オルモットのメンバーは、キーボードのコーニッシュ以外は目立った活動がない。